# کریگ دالریمپل
کریگ دالریمپل (انگلیسی: Craig Dalrymple؛ زادهٔ ۳۰ دسامبر ۱۹۷۳) بازیکن فوتبال اهل کانادا است.